# Wjatschaslau Saldazenka
Wjatschaslau Saldazenka (belarussisch Вячаслаў Салдаценка; * 23. Juli 1994 in Orscha) ist ein belarussischer Handballspieler.

## Karriere

### Verein

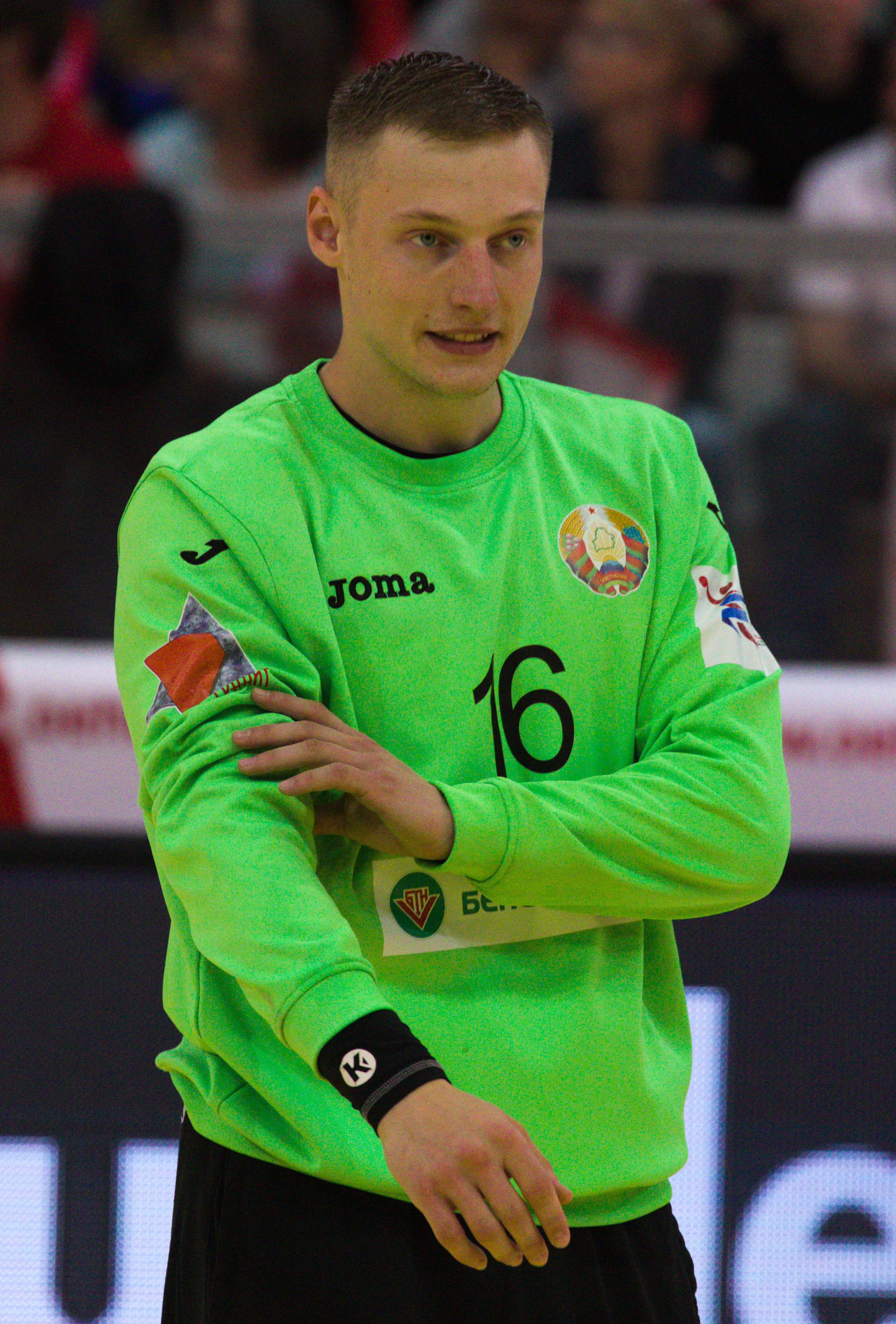
Wjatschaslau Saldazenka (2018)

Der 1,89 m große Handballtorwart spielte von 2012 bis Februar 2017 für SKA Minsk und gewann 2013 den EHF Challenge Cup sowie 2016 den belarussischen Pokal. Bis zum Ende der Saison 2016/17 lief er für den deutschen Bundesligisten HBW Balingen-Weilstetten auf. In der Saison 2017/18 spielte er zunächst für den rumänischen Verein HC Odorheiu Secuiesc. Nach dem Tod des Mäzens war der Verein im Februar 2018 mit sofortiger Wirkung vom Spielbetrieb abgemeldet worden und so kehrte er nach Minsk zurück. Zur Saison 2018/19 stand er wieder in Rumänien unter Vertrag, dieses Mal bei HCM Constanța. Von 2019 bis November 2021 lief er für den Ligakonkurrenten CSM Bacău auf, ehe er als Ersatz für den entlassenen Ivan Pešić zum belarussischen Meister Brest GK Meschkow wechselte. Mit Brest wurde er 2022 belarussischer Meister. Im November 2022 wurde Saldazenka vom Schweizer Erstligisten GC Amicitia Zürich verpflichtet, um den verletzungsbedingten Ausfall von Paul Bar zu kompensieren.

### Nationalmannschaft
Bei der U-21-Weltmeisterschaft 2015 erreichte Saldazenka mit der belarussischen Auswahl den sechsten Rang und wehrte mit 126 Paraden in neun Spielen (34,6 %) die meisten Bälle aller Torhüter ab.
In der belarussischen A-Nationalmannschaft debütierte Saldazenka bereits im Jahr 2013. Insgesamt bestritt er 81 Länderspiele, in denen er zwei Tore erzielte. Er stand im Aufgebot für die Europameisterschaften 2016, 2018 und 2020 sowie für die Weltmeisterschaft 2017.